# Сокол (стадион, Новорязанская улица, Москва)
«Сокол» («Арена Сокол») — стадион в Москве, Россия. Первый стадион футбольного клуба «Локомотив».

## Расположение
Стадион расположен между станциями метро  Комсомольская и  Бауманская (остановочный пункт наземного транспорта "Спартаковская улица") на территории Центрального административного округа Москвы, в Басманном районе по адресу Новорязанская улица, дом 29А, строение 1.

## История
Стадион построен «Клубом имени Октябрьской революции (КОР)» в 1923 году, когда его члены собственными силами расчистили и оборудовали под спортивную площадку пустырь на Разгуляе, между Ольховской и Новорязанской улицами, постепенно превратившуюся в стадион. Там 12 августа 1923 года состоялась дебютная игра КОРа. На стадионе, получившем позднее название Центральный стадион «Локомотив», проводились матчи чемпионата Москвы, Чемпионата СССР, Кубка СССР, товарищеские игры.
В 1952 году стадион был реконструирован. Во второй половине XX века на арене базировалась спортшкола.
Поле на Новорязанской улице некоторое время служило площадкой для тренировок дубля «Локомотива», затем около десяти лет пустовало. В 2011 году на нем находилась перегрузочная площадка для вывоза снега.
Реконструкция, представляющая собой строительство нового стадиона, началась в апреле 2015 года и завершилась в декабре 2016 года. После реконструкции получил название «Арена Сокол». По состоянию на апрель 2019 года стадион принадлежит ГБУ «Спортивная школа олимпийского резерва № 27 „Сокол“». Занятия учеников спортивной школы проводятся с 13 марта 2017 года.

## Технические характеристики
Футбольное поле с подогревом имеет размер 105 на 68 метров. Покрытие искусственное. Трибуны на 99 зрительских мест, искусственное освещение.
На территории стадиона находится административно-бытовой корпус площадью 2,38 тысячи квадратных метров, включающий игровой и тренажерный залы, раздевалки, тренерские комнаты, медицинские кабинеты.